# Osprey Publishing
Osprey Publishing ist ein britischer Buchverlag, spezialisiert auf Militärgeschichte. Er wurde 1969 in London gegründet und gehörte ursprünglich zu Berkshire Printing. 1998 wurde Osprey Publishing unabhängig und zog von London nach Oxford. 2011 wurde er von der Private-Equity-Gesellschaft Alcuin Capital Partners LLP gekauft, 2014 verkaufte diese Osprey Publishing an Bloomsbury Publishing, die den Verlag jetzt als Imprint führt.
Zu den Autoren und Herausgebern des Verlages gehören u. a. David G. Chandler, Stephen Turnbull, Martin Windrow, Christopher Gravett, Peter Lieb, Robert J. O’Neill, Erwin A. Schmidl, Digby Smith, Carola Vogel und Steven Zaloga.
Unter dem Namen Osprey Games veröffentlicht der Verlag auch Brettspiele, Tabletop-Spiele und Pen- & Paper-Rollenspiele.

## Reihen
Bisher wurden über 3350 Bücher verlegt, darunter über 500 in der Reihe „Men-at-Arms“.
- Air Vanguard – Diese im Herbst 2012 gestartete luftfahrttechnische Reihe gibt in ihren Büchern einen kurzen Überblick über die Konstruktions- und Betriebsgeschichte eines Flugzeugs.
- Aircraft of the Aces – Eine Reihe, die sich auf Kampfpiloten konzentriert, die mit Berichten aus erster Hand, Flugzeugprofilen, Auflistungen der Einheiten und maßstabsgetreuen Plänen zu Assen wurden.[5]
- Aviation Elite Units – Bietet eine vollständige Kampfgeschichte eines Jäger- oder Bomberverbandes, der sich im Einsatz besondere Verdienste erworben hat, mit Berichten aus erster Hand, Geschichten der unbesungenen Helden jeder Einheit und speziell in Auftrag gegebenen Flugzeugprofilzeichnungen und Illustrationen.[6]
- Battle Orders – beschreibt die Organisation berühmter Militäreinheiten.
- Campaign – einzelne Schlachten oder Kampagnen in der Militärgeschichte.
- Combat – eine neue Serie, die die Unterschiede zwischen den Soldaten im Feld detailliert beschreibt.
- Combat Aircraft – konzentriert sich auf eines der größten Flugzeuge der Luftfahrtgeschichte, die Technologie dahinter und die Männer, die es geflogen haben.[7]
- Command – beschreibt das Leben wichtiger Generäle und Admiräle.
- Dark Osprey – eine komödiantische Serie, die paranormale Themen wie Nazi-Zombies und Invasionen von Außerirdischen behandelt.
- Duel – ein Vergleich zeitgenössischer Gegner, wie z. B. französische und britische Fregatten im Zeitalter der Segel oder deutsche und sowjetische Panzer an der Ostfront.
- Elite – beschreibt einzelne Einheiten oder Taktiken.
- Essential Histories – Jedes Buch untersucht die Ursprünge, die Politik, die Kämpfe und die Auswirkungen eines großen Krieges oder Kriegsschauplatzes, sowohl aus militärischer als auch aus ziviler Perspektive.[8]
- Fortress – Einzelheiten zu wichtigen Befestigungen von römischen Forts über Hitlers Bunker bis zur Berliner Mauer.
- Men-at-Arms – Eine illustrierte Referenz zur Geschichte, Organisation, Uniformen und Ausrüstung der Streitkräfte der Welt in Vergangenheit und Gegenwart.[9]
- Myths and Legends – Untersucht die großen Geschichten, die im Laufe der Zeit widerhallten und unsere Kulturen mitgestaltet haben. Jeder Titel konzentriert sich auf eine bestimmte legendäre Figur, die den zugehörigen Mythos nacherzählt, und bietet darüber hinaus interessante, sachliche Informationen über die Geschichte hinter der Geschichte und ihre Entwicklung im Laufe der Zeit. Enthält Victor Stapletons Buch über Jack the Ripper aus dem Jahr 2014.[10]
- New Vanguard – ca. 290 Bücher über militärische Ausrüstung wie Fahrzeuge, Artillerie und Schiffe
- Osprey Wargames – eine Reihe von Wargame-Regeln.
- Osprey Modelling – Anleitung zum militärischen Modellbau.
- Raid – Details über berühmte militärische Überfallaktionen oder gewagte Pläne.
- Warrior – konzentriert sich auf den einzelnen Krieger einer bestimmten Epoche oder Kultur, wobei sowohl seine Erfahrungen auf dem Schlachtfeld als auch sein Training, seine Kampfmethoden und sein tägliches Leben untersucht werden.
- Weapon – bespricht einzelne Waffen von der Seitenwaffe bis zur Artillerie.